# Oorlog in Oeganda

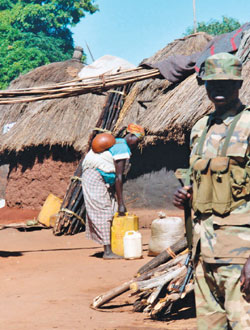
Een soldaat bewaakt een vluchtelingenkamp

De oorlog in Oeganda is een burgeroorlog sinds 1987. Ze heeft al 100.000 mensen uit hun huizen verdreven en 70.000 anderen het leven gekost. De Oorlog is een oorlog tussen Oeganda en het  Verzetsleger van de Heer (Engels: Lord's Resistance Army (LRA)). Het Verzetsleger van de Heer is een rebellengroep in Noord-Oeganda die ontstaan is in 1987. De groep wordt geleid door Joseph Kony, die zichzelf tot profeet heeft uitgeroepen en een staat wil uitroepen gebaseerd op de Bijbelse tien geboden.
De rebellen vormen een schijnbaar weinig gestructureerde organisatie die verantwoordelijk is voor vele gruweldaden. Zij ontvoeren jongens om hen als kindsoldaat te laten vechten en meisjes om hen als seksslavin te laten werken. Kinderen die proberen te ontsnappen worden, vaak op gruwelijke wijze, vermoord. De meeste leden van het leger komen van het Acholi-volk. Het Acholi-volk is dus tevens het grootste slachtoffer.
Behalve in Oeganda vinden deze ontvoeringen ook plaats in Zuid-Soedan. De Soedanese overheid, die weinig grip op het gebied heeft, en hier ook regelmatig met rebellie te kampen had, staat deze ontvoeringen oogluikend toe, doet er niets aan of wil er niets aan doen. De rebelse stammen worden hierdoor immers verzwakt, wat de Soedanese regering in Khartoem goed uitkomt.
Het Oegandese leger vecht wel om de steden en dorpen tegen de rebellen te beschermen, met wisselend succes. Ook heeft de overheid een militie van Acholi-strijders bewapend. 
Wandaden zijn gerapporteerd rond de steden Kitgum, Gulu en Lira. 
Het Oegandese leger biedt gevangengenomen kindsoldaten contracten aan, om als soldaat dienst te nemen in het Oegandese leger. De kinderen hebben immers gevechtservaring en zijn goedkoop. De jongens zien geen andere uitweg dan te tekenen, zodat zij vaak tegen hun eigen ex-kameraden moeten vechten. 
Naar schatting zijn tussen juni 2002 en mei 2003 zo'n 9000 kinderen ontvoerd. De angst voor nieuwe ontvoeringen heeft ertoe geleid dat veel mensen gevlucht zijn en dat heeft een vluchtelingenprobleem gecreëerd. Duizenden families zijn hun huizen ontvlucht en slapen vaak in het bos of in de open lucht.
Ondanks deze verschrikkingen haalt het slechts weinig media-aandacht en is het probleem ook nog niet besproken in de Algemene Vergadering van de Verenigde Naties.